# Personalidad
La personalidad es un constructo psicológico. Se refiere al conjunto de las características psíquicas de una persona las cuales determinan su manera de actuar ante circunstancias particulares. El concepto engloba el patrón de comportamientos, actitudes, pensamientos, sentimientos y repertorio conductual que caracteriza a una persona. Tiene una cierta persistencia y estabilidad a lo largo de su vida, de tal modo que las manifestaciones de ese patrón en las diferentes situaciones poseen algún grado de predictibilidad.

## Historia del concepto
El concepto de «personalidad» proviene del término «persona», denominación que se utilizaba en el latín clásico para la máscara que portaban los actores de teatro en la antigüedad. Sin embargo, ya en ese entonces se hablaba en un sentido amplio y figurado de «personas» para referirse a los roles, es decir a «como quién» o «representando a quién» actuaba un determinado actor teatral tras su máscara. El concepto paulatinamente se transfirió a otras esferas de la sociedad, más allá del teatro, pero en la Roma antigua, «personas» eran solamente los ciudadanos, jurídicamente provistos de derechos (en contraste con los esclavos que no eran considerados personas, puesto que no podían decidir sobre su propio actuar, ni menos aún deliberar sobre el de los demás). El concepto estaba inicialmente muy restringido a aquellos ciudadanos poderosos, que gozaban de honra y prestigio y que, en respeto a su dignidad, eran los únicos poseedores de derechos ciudadanos.
Con la llegada de la Era Cristiana, el concepto de persona cambia de significado para poder significar el dogma de la Santísima Trinidad (Dios es uno sólo en cuanto a la naturaleza, pero trino en personas) y el dogma de la Encarnación (la segunda Persona de la Trinidad asumió una naturaleza humana sin dejar de tener una naturaleza divina). Esta unión se realiza "en la persona". Así, persona pasa a significar, según la definición clásica del filósofo cristiano Boecio a la sustancia individual de naturaleza racional, y según Tomás de Aquino al "subsistente distinto en naturaleza intelectual". Se diferencia a la naturaleza, que significa una esencia común a muchos (por ejemplo, "hombre") de la persona que designa al individuo de esa naturaleza en lo que tiene de propiamente individual. Este es el concepto de persona que ha pasado con algunas modificaciones a veces, hasta nuestros días, y que fundamenta que todo individuo de naturaleza humana es persona, independientemente de sus circunstancias biográficas, genéticas, sociales o económicas, y es un individuo dotado de una especial dignidad. En los filósofos escolásticos, la palabra personalidad ("personalitas") se utilizaba para designar aquella perfección poseyendo la cual un determinado individuo es persona.
En el transcurso de los siglos, el concepto de «persona» se fue transformando gradualmente en uno más general hasta llegar utilizarse en el sentido coloquial actual, es decir, prácticamente como sinónimo de «ser humano».  En el contexto de este desarrollo conceptual, la aparición del adjetivo «personal» facilitó el desarrollo del sustantivo «personalidad», utilizado para designar la totalidad de características «personales» que interactúan dinámicamente entre sí para producir aquel estilo relativamente estable de desenvolverse individual y socialmente que un individuo posee.
No debe confundirse el concepto de persona con el de personalidad. Mientras que el primero designa al individuo en su totalidad, el segundo designa un aspecto suyo, el conjunto organizado de sus disposiciones a la operación.

## Definición de la personalidad
Al tratarse de un concepto básico dentro de la psicología, a lo largo de la historia ha recibido numerosas definiciones, además de las conceptualizaciones más o menos intuitivas que ha recibido. Algunos autores han organizado y clasificado estas definiciones en grupos.
La definición de personalidad puede variar dependiendo de la teoría, de una manera sencilla, se trata de la forma de pensar, sentir, comportarse que tiene cada persona y es relativamente estable en el tiempo, es decir, nos permite predecir las acciones de una persona ante ciertas situaciones.
Una de estas teorías, la teoría conductual, considera que la personalidad es igual a la conducta, es decir no solo hablamos de comportamiento observable sino también de cognición. Otra teoría, como la sistemática, dice que la personalidad se establece mediante nuestras relaciones con la familia.
La personalidad se constituye a partir de los 18 años y esta influenciado por una maduración biológica y la experiencia social en mayor parte. Todo ello hace que tu forma de ser se constituya, aunque hay algunos rasgos que pueden cambiar con la edad, ya sea hacerse más sólidos, o todo lo contrario. Algunos de los factores que pueden cambiar nuestra personalidad son los traumas, la incidencia de la vida como puede ser la muerte, el nacimiento, la pareja, migrar, los accidentes, el cambio de edad, y los golpes (Phineas Gage).
La personalidad puede sintetizarse como el conjunto de características o patrón (UCCELLI) de sentimientos, emociones y pensamientos ligados al comportamiento, es decir, los pensamientos, sentimientos, actitudes, hábitos y la conducta de cada individuo, que persiste a lo largo del tiempo frente a distintas situaciones distinguiendo a un individuo de cualquier otro haciéndolo diferente a los demás.  La personalidad persiste en el comportamiento de las personas congruentes a través del tiempo, aun en distintas situaciones o momentos, otorgando algo único a cada individuo que lo caracteriza como independiente y diferente. Ambos aspectos de la personalidad, distinción y persistencia, tienen una fuerte vinculación con la construcción de la  identidad, a la cual modela con características denominadas rasgos o conjuntos de rasgos que, junto con otros aspectos del comportamiento,  se integran en una unidad coherente que finalmente describe a la persona. Ese comportamiento tiene una tendencia a repetirse a través del tiempo de una forma determinada, sin que quiera decir que esa persona se comporte de modo igual en todos los casos. Es decir, la personalidad es la forma en que pensamos, sentimos, nos comportamos e interpretamos la realidad, mostrando una tendencia de ese comportamiento a través del tiempo, que nos permite afrontar la vida y mostrarnos el modo en que nos vemos a nosotros mismos y al mundo que nos rodea. Nos permite reaccionar ante ese mundo de acuerdo al modo de percepción, retro-alimentando con esa conducta en nuestra propia personalidad. Cada persona al nacer ya tiene su propia personalidad con ciertas características propias, que con el paso del tiempo más el factor ambiental y las circunstancias es como se definirá esa persona. La personalidad será fundamental para el desarrollo de las demás habilidades del individuo y para la integración con grupos sociales.
Según Gordon Allport la personalidad es "la organización dinámica de los sistemas psicofísicos que determina una forma de pensar y de actuar, única en cada sujeto en su proceso de adaptación al medio".
Desmembrando esa afirmación encontramos que:
- La organización representa el orden en que se halla estructurada las partes de la personalidad de cada sujeto.
- Lo dinámico se refiere a que cada persona se encuentra en un constante intercambio con el medio que sólo se interrumpe con la muerte.
- Los sistemas psicofísicos hacen referencia a las actividades que provienen del principio inmaterial (fenómeno psíquico) y el principio material (fenómeno físico).
- La forma de pensar hace referencia a la vertiente interna de la personalidad.
- La forma de actuar hace referencia a la vertiente externa de la personalidad que se manifiesta en la conducta de la persona.
- Y es única en cada sujeto por la naturaleza caótica en el que el cerebro organiza las sinapsis.

### Rasgos de personalidad según Gordon Allport
- Rasgo cardinal: una característica única que dirige buena parte de las actividades de una persona.
- Rasgos centrales: Como la honestidad y la sociabilidad, por lo general van de cinco a 10 en cualquier persona.
- Rasgos secundarios: Características que inciden en el comportamiento en muchas menos situaciones y ejercen menos influencia que los rasgos centrales o cardinales.

"Los rasgos ofrecen una explicación clara y sencilla de las consistencias conductuales de las personas permitiendo comparar fácilmente a una persona con otra. Los rasgos son características de la personalidad y comportamientos consistentes que se manifiestan en diferentes situaciones. La teoría de los rasgos busca explicar, en forma sencilla, las consistencias en el comportamiento de los individuos."

### Fundamentos de la Personalidad según Gordon Allport
Gordon Allport indicó que podemos considerar a la constitución física, el temperamento y la inteligencia como los "materiales" de la personalidad, aunque experimenten con los años una lenta maduración. Hablamos de estos elementos como los materiales en bruto porque dependen en gran parte (aunque no exclusivamente) de lo que se ha recibido por herencia. De los tres, la constitución física es la más visiblemente ligada a la herencia (de un modo complejo), pero hay pruebas de peso que apoyan la creencia que de también el temperamento y la inteligencia están genéticamente determinados. Llevando la argumentación más lejos, podemos preguntarnos si la fundamental asociación entre la constitución corporal y el temperamento es una correlación innata o se debe a las experiencias de la vida. Consideremos el ejemplo de un muchacho marcadamente delgado y más débil que sus compañeros. No sirve para los deportes y si se pelea le toca siempre perder. ¿Qué ocurrirá? Se desarrollara en él un modo de ser tenso, reservado, inhibido, introvertido. No podemos demostrar que es únicamente la experiencia de la vida lo que explica la correspondencia entre la constitución corporal y el temperamento, pero es probable que influya en ello.
Es necesario incluir la inteligencia entre los materiales de la personalidad, porque la inteligencia está de algún modo estrechamente relacionada con el sistema nervioso central, que pertenece al caudal hereditario del individuo junto con el sistema neuroglandular subyacente a la constitución corporal y al temperamento. Difícilmente podría explicarse de cuantos modos puede diferir el sistema nervioso entre dos individuos en el momento de nacer. Existen amplias variaciones en el número de células cerebrales, en su disposición, metabolismo, conductividad, conexión y disponibilidad para el uso. Cuando las combinaciones son favorables, el individuo está dotado de elevada inteligencia; si son desfavorables la inteligencia será baja; si existen condiciones mixtas, los resultados son intermedios.

## Teorías de la personalidad

### Teoría conductual de la personalidad
Considera que la personalidad es igual a conducta; hablando no sólo del comportamiento observable, sino también de cognición.

### Teoría psicodinámica de la personalidad[6]
La conducta de una persona es el resultado de una serie de fuerzas psicológicas que operan dentro del individuo y que por lo general se dan fuera de la conciencia.
Según esta teoría las personalidades de cada individuo se conforman por tres estructuras:
1. Denominado ello, se encuentra presente en el nacimiento y es inconsciente, se interesa en satisfacer los deseos del niño con el fin de evitar el dolor.
2. La segunda estructura fue denominada por Freud como el Yo, el que se encuentra entre lo consciente y lo preconsciente y que busca satisfacer los deseos del ello en el mundo externo.
3. Súper yo, la persona al llegar a la edad adulta ya no solo busca la satisfacción de deseos sino que empieza a entrar en juego el componente moral.

Freud plantea que la personalidad se desarrolla en la medida en que una persona logra satisfacer los deseos sexuales durante el curso de su vida; abordándose en 5 etapas psicosexuales:
1. Etapa oral. Se comprende entre el nacimiento hasta los 18 meses, caracterizándose básicamente porque el niño obtiene placer a través de succionar el pecho de la madre y masticar los alimentos meses más tarde.
2. Etapa anal. Se comprende de los 18 meses a los 3 años, aquí el     placer del niño está concentrado en el ano y lo experimenta a partir de la expulsión y retención de heces fecales.
3. Etapa fálica. Comprende de los 3 a los 6 años, los niños empiezan a descubrir sus genitales, apegándose más al progenitor del sexo contrario mientras que experimentan sentimientos de rivalidad con el progenitor del mismo sexo.
4. Etapa latencia. Desde los 6 hasta los 12 o 13 años, Freud creía que     aquí el interés por el sexo disminuye y los niños pueden jugar con los     otros niños del mismo sexo sin experimentar dificultades. De los 13 años     en adelante, Freud describe la etapa genital, momento en el cual se     despiertan los impulsos sexuales permitiendo que el adolescente satisfaga     todos los deseos reprimidos durante la niñez.

### Teoría de enfoques cognitivos-sociales de la personalidad Bandura
Teoría que destaca la influencia de las cogniciones de la persona, pensamientos, sentimientos, expectativa y valores en la determinación de la personalidad.

### Teoría integradora de la personalidad
Según la Teoría Integradora, la personalidad no podrá limitarse a la descripción única del temperamento, carácter o inteligencia, sino que deberá incluir los tres aspectos.

#### Modelo de los Cinco Grandes
Actualmente, y debido a una larga investigación y acumulación de conocimientos durante años, se acepta como modelo más cercano al constructo de Personalidad el Modelo de los Cinco Grandes, en el cual se considera que los factores que subyacen a la personalidad son la Extraversión, Neuroticismo, Amabilidad, Apertura a la Experiencia y la Responsabilidad.
La teoría Integradora de la Personalidad logra agrupar todas aquellas definiciones sobre personalidad, originando así una definición amplia sobre El modelo de las 5 grandes. 

#### Modelo de los Siete Factores
Propuesto por Cloninger,  se propuso cuatro dimensiones de temperamento, que reflejan una tendencia innata a responder a estímulos constantes a lo largo del tiempo, y por otro lado, se propusieron tres dimensiones de personalidad, que reflejan diferencias individuales y no lineales entre el desarrollo del temperamento y las experiencias de vida en interacción, todos los cuales son cruciales. en el desarrollo de la personalidad.

### Teoría fenomenológica de la personalidad
Esta teoría se basa en la idea de que el ser humano tiene una motivación positiva, capaz de desbloquear niveles superiores de funcionamiento dependiendo de su evolución vital. Según Carl Rogers la realidad depende de la percepción que cada persona tenga sobre la misma, por lo que su conducta se verá influenciada por elementos internos como la evaluación de experiencias y la tendencia a la realización. La tendencia a la realización es la capacidad que tiene el ser humano de desarrollar su potencial a partir de las capacidades con las que nace. 

### Definiciones aditivas e integradoras
Las definiciones aditivas serían aquellas definiciones de la personalidad que la ven como la suma de un conjunto de características. Las integradoras darían un paso más, al enfatizar el carácter organizado y estructurado de esta adición. Las definiciones de los años 1930 y 1940 iban en este sentido. Henry Murray sería un autor que dio una definición aditiva y Hans Eysenck, quien apostó por la vertiente integradora.
En concreto, Hans Eysenck propuso un modelo de la personalidad estructurado en tres dimensiones (extraversión, neuroticismo y psicoticismo). Por las iniciales de estas tres dimensiones se le ha llamado el modelo PEN. Este modelo tiene una fundamentación psicométrica (análisis factorial). 

### Definiciones jerárquicas
Estas definiciones admiten la estructura integrada de los elementos que conforman la personalidad, pero con preponderancia de unos elementos sobre otros. Dentro de estas teorías, autores psicoanalíticos propusieron una estructura superior determinante fundamental de la conducta del individuo: el superyó. Desde teorías psicológicas científicas se propuso la necesidad de actualización. Ejemplo de estas teorías serían las de Floyd Allport.

### Definiciones de ajuste al medio
Estas definiciones también parten de una integración de elementos, que para algunos autores, como Walter Mischel se organizarían según el entorno en el que se encontrara el individuo.
Pero la personalidad no solamente consiste en la forma en que un individuo se presenta o es percibido por los demás; la personalidad está conformada por ciertos rasgos que conforman patrones en la forma en que el individuo percibe y se relaciona con el ambiente y las demás personas, pero también consigo mismo , y que se pone de manifiesto en una amplia gama de actitudes y aún de pensamientos, tanto sociales como personales.

### Otras definiciones
En un discurso dirigido a Psicólogos (1957), ante la gran multiplicidad de definiciones disponibles, el Papa Pío XII propone la siguiente definición de personalidad: "La unidad psicosomática del hombre en cuanto determinada y gobernada por el alma".

## Estudios
El estudio científico de la personalidad, siguiendo a los psicólogos norteamericanos Carver & Scheier (1997), comprende dos grandes temas: el funcionamiento intrapersonal (intrapsíquico o simplemente psiquismo) y las diferencias individuales. El funcionamiento intrapersonal hace referencia a la organización psíquica -interna, privada y no observable directamente- que cada persona construye en forma única durante el transcurso de su vida; este campo abarca los grupos de teorías psicoanalíticas (Sigmund Freud, Melanie Klein) y fenomenológicas (Carl Rogers). Las diferencias individuales son el conjunto de características o rasgos que diferencian a una persona de las demás; a esta aproximación le corresponden las teorías de los rasgos (Hans Jurgen Eysenck, Raymond Cattell) y las conductuales (John Watson, B. F. Skinner, Albert Bandura). Conceptualmente es posible contraponer el constructo "individualidad", propuesto por autores como Alberto Merani (1979), al de diferencias individuales.

## Un modelo de factores primarios
R. B. Cattell propuso un modelo estructural a partir del análisis léxico del idioma inglés. Recogió más de 4000 vocablos relativos a disposiciones estables de la conducta (en su mayoría formaba pares de antónimos).
Una vez recogidos, los agrupó en 160 grupos, añadiendo 11 más correspondientes a términos derivados de la literatura psicológica previa. A partir de ellos, Cattell llegó a 16 rasgos fuente, con los que elaboró el cuestionario 16 PF.
El modelo ha sido criticado por contener demasiados factores.

## Un modelo de tipos (ejemplo de Hans Eysenck)
Hans Eysenck propuso un modelo de la personalidad estructurado en tres dimensiones (extraversión, neuroticismo y psicoticismo). Por las iniciales de estas tres dimensiones se le ha llamado el modelo PEN. Este modelo tiene una fundamentación psicométrica (análisis factorial). Eysenck también incorporó una cuarta dimensión que es la inteligencia general o factor g.
Este modelo de personalidad es jerárquico. En el primer nivel se encuentran las acciones, las reacciones emocionales o las cogniciones específicas. En el segundo nivel, tenemos los actos, las emociones o las cogniciones habituales. El tercer nivel está compuesto por los rasgos. Finalmente, en el cuarto nivel están las dimensiones.

## La entrevista estructural de Otto Kernberg
La evaluación de la personalidad puede hacerse a través de diferentes técnicas, y una de ellas es la entrevista estructural que propone el autor Otto Kernberg. Este tipo de entrevista se elaboró para llevar a cabo la evaluación de la organización estructural interna del paciente y debe realizarse en 1 o 2 sesiones, con un máximo de 3. De esta manera, las estructuras de la personalidad que propone este autor son las siguientes:
- Personalidad normal: el paciente no presenta características que concuerden con ningún trastorno de personalidad.
- Personalidad de tipo neurótico: engloba los trastornos de personalidad menos graves.
- Personalidad de tipo limítrofe: engloba los trastornos de personalidad más severos.
- Personalidad de tipo psicótico: son características que, en caso de darse, hacen posible deducir que la persona no presenta un trastorno de personalidad.

Con los resultados obtenidos se puede hacer una valoración sobre el pronóstico del paciente para poder elaborar así el tratamiento más adecuado. Esta entrevista se divide en 3 fases:
- Fase inicial: en ella se evaluarán todos los síntomas que presente el paciente para comprobar si son compatibles con la presencia de algún trastorno de la personalidad. Se preguntará al paciente por qué ha solicitado ayuda y qué es lo que espera obtener de estas sesiones. Con estas respuestas, el entrevistador puede empezar a hacerse una idea de la organización estructural interna del paciente.
- Fase media: Los aspectos en los que se profundizará en la realización de la entrevista para comprobar la estructura de la personalidad son:

- Identidad del yo: hay que comprobar si la persona tiene un concepto correcto y realista de sí mismo y de la realidad que le rodea, mencionando los aspectos positivos y negativos de todos ellos (familia, amigos, entorno laboral, vida en pareja…).
- Juicio de realidad: el objetivo es identificar si existen o no alucinaciones y evaluar su comportamiento y conductas dentro del ámbito social.
- Mecanismos de defensa: según el tipo de mecanismos utilizados, puede tratarse de un tipo de personalidad neurótica, límite o psicótica.

- Fase de terminación: se comunicará al paciente que la entrevista ha concluido. Después se explicará al paciente cuál es la conclusión tras le entrevista y cuál sería el tratamiento más beneficioso para él. También hay que resolver cualquier tipo de duda que el paciente tenga con respecto al tratamiento o con cuestiones que no le hayan quedado lo suficientemente claras.

## Influencias del ambiente en la personalidad
Se ha demostrado que los rasgos de personalidad son más maleables por las influencias ambientales de lo que los investigadores creían originalmente. Las diferencias de personalidad predicen la ocurrencia de experiencias de vida.
Un estudio ha demostrado cómo el entorno del hogar, específicamente los tipos de padres que tiene una persona, pueden afectar y moldear su personalidad. El experimento de la "situación extraña" de Mary Ainsworth mostró cómo reaccionaban los bebés cuando su madre los dejaba solos en una habitación con un extraño. Los diferentes estilos de apego, etiquetados por Ainsworth, fueron Seguro, Ambivalente, Evasivo y Desorganizado.  Los niños que tenían un apego seguro tienden a ser más confiados, sociables y confiados en su vida cotidiana. Se informó que los niños que eran desorganizados tenían niveles más altos de ansiedad, ira y comportamiento de riesgo.
La teoría de la socialización grupal de Judith Rich Harris postula que los grupos de pares de un individuo, en lugar de las figuras paternas, son la principal influencia de la personalidad y el comportamiento en la edad adulta. Los procesos intragrupales e intergrupales, no las relaciones diádicas como las relaciones padre-hijo, son responsables de la transmisión de la cultura y de la modificación ambiental de las características de personalidad de los niños. Por lo tanto, esta teoría apunta a que el grupo de pares representa la influencia ambiental en la personalidad de un niño más que el estilo de los padres o el ambiente del hogar.
En el artículo escrito por Viviana Lemos nos demuestra cómo factores socioculturales inciden en la personalidad. Uno de los principales componentes en su estudio es analizar cómo la pobreza afecta la personalidad del individuo. El artículo expone varias encuestas realizadas a niños de diferentes sectores pobres y ricos y muestra cómo la pobreza influye en la personalidad del niño negativamente. Al no tener acceso a educación, comida y otros recursos, los niños pobres son vulnerables a tener una personalidad con rasgos negativos. Por medio de estadísticas y cuestionarios realizados, el estudio muestra la realidad y cómo es la personalidad de los niños que viven en países pobres en comparación con otros que no son pobres. El estudio fue administrado para ver de qué forma la pobreza afecta al individuo, buscar maneras para que se mejore y tener una mejor calidad de vida. «Teniendo en cuenta que los factores disposicionales y socioambientales no son elementos separados, sino que deben ser vistos holísticamente, como sistema persona-medio que funciona como una totalidad»,
 En consonancia con ello, se ha observado que los rasgos específicos predicen eventos estresantes más de vida.